# Chaval
Chaval, bürgerlich Yvan Francis Le Louarn (* 10. Februar 1915 in Bordeaux; † 22. Januar 1968 durch Suizid in Paris), war ein französischer Karikaturist und Cartoonist. Die deutschen Ausgaben seiner Werke sind hauptsächlich im Diogenes Verlag erschienen.

## Werdegang
Chaval kommt aus einer bürgerlichen Familie in Bordeaux. Er studierte an der École des beaux-arts in Bordeaux und später an der École des beaux-arts in Paris. Ein Onkel, der Maler und Dekorateur war, machte ihn mit den Werken von Mark Twain, Alphonse Allais und Jerome K. Jerome bekannt. Auf Wunsch eines Verlegers, für den er Bücher illustrieren sollte, ging er nach Paris. Dort arbeitete er u. a. als Werbegrafiker und veröffentlichte seine Karikaturen.
1942 zeichnete er für die Zeitung in Bordeaux Le Progrès, die mit den Deutschen kollaborierte, einige Karikaturen, die heute als antisemitisch gelten. In Pierre Ajames „Entretiens avec Chaval“ sagt er, er habe damals „eine mental-kollaborative Seite“ gehabt; er fügte hinzu: „Das Öffentliche interessiert mich nicht, ich habe mich nie aktiv politisch betätigt. Ich war immer ein Einzelgänger.“ Erst in den 1950er Jahren wurde Chaval berühmt. Er zeichnete für viele große Zeitungen. Im Jahr 1953 erhielt er den internationalen Pokal als bester Zeichner.
Das Pseudonym wählte er als Hommage an den Postboten Cheval, der durch einen Schreibfehler in Chaval umgewandelt wurde. Als Amateurfilmer drehte er selbst mehrere Kurzfilme auf der Grundlage seiner Zeichnungen, darunter Conte médiocre ('Mittelmäßige Erzählung') und Les oiseaux sont des cons ('Vögel sind Idioten'). Sein Freund Mario Ruspoli drehte nach seinem Tod zwei Kurzfilme über ihn: Chaval und Le Chavalanthrope.
Nach dem Tod seiner Frau, die sich im Mai 1967 das Leben nahm, nachdem er ihr gestanden hatte, dass er sie seit mehreren Jahren regelmäßig betrogen hatte, wurde er depressiv und beging am 22. Januar 1968 in seinem Haus in Paris Selbstmord, indem er die Tür abdichtete und die Gaszufuhr aufdrehte. Vorher hatte er die Warnung „Vorsicht, Explosionsgefahr!“ angebracht.
2019 wurde ein Dokumentarfilm über ihn gedreht: Chaval, danger d'explosion! ('Chaval. Vorsicht Explosionsgefahr!'), unter der Regie von Marc Large und nach einer Idee von Madeleine Debras.

## Ausbildung
(Quelle: )
- Kunstakademie Bordeaux
- Ecole des Beaux Arts Paris

## Werke (auf Deutsch)
- Bücher
  - mit Jean Bosc, Bob van den Born: Kleine Nachtmusik. Diogenes, Zürich 1954.
  - Zum Heulen. Französischer Galgenhumor in 66 Zeichnungen. Diogenes, Zürich 1954.
  - Diesseits von Gut und Böse. 99 Zeichnungen ohne jeden Kommentar. Diogenes, Zürich 1955.
  - Mein Name ist Hase. 91 neue Zeichnungen. Diogenes, Zürich 1958.
  - Autofahren kann jeder! Ein neuer Leitfaden für den modernen Kraftfahrer. Text Christian Strich. Diogenes, Zürich 1959.
  - Chaval’s Fotoschule. Ein unkonventioneller Leitfaden für Foto- und Filmamateure. Diogenes, Zürich 1960.
  - Pechvogel und andere Zeichnungen ohne jeden Kommentar. Diogenes, Zürich 1963.
  - Wissen Sie, dass Sie prächtig aussehen für Ihr Alter! Und 111 Cartoons ohne Worte. Ullstein, Berlin, Frankfurt am Main 1966.
  - Zum Lachen und zum Heulen. Die 400 besten Zeichnungen. Diogenes, Zürich 1969.
  - Hochbegabter Mann, befähigt, durch die blosse Erdumdrehung einen Eindruck von Geschwindigkeit zu empfinden. 54 Zeichnungen. Diogenes, Zürich 1970.
  - Sie sollten weniger rauchen. Deutscher Taschenbuch Verlag, München 1972.
  - Guten Morgen! 64 Cartoons. Diogenes, Zürich 1974.
  - Gute Reise! 51 Cartoons. Diogenes, Zürich 1974.
  - Gesundheit! 55 Cartoons. Diogenes, Zürich 1974.
  - Gute Nacht! Diogenes, Zürich 1975.
  - Lauter liebe Leute. Eulenspiegel, Berlin 1976.
  - Mensch bleibt Mensch. Deutscher Taschenbuch Verlag, München 1981.
  - Eva, hinter dem erstbesten Mann her. Diogenes, Zürich 1986.
  - Take it easy. Die besten Cartoons. Mit einem Nachwort von Daniel Keel. Diogenes, Zürich 2006, ISBN 3-257-02100-3.

- Arbeiten für Zeitungen und Zeitschriften[1]

- - Paris Match
  - Le Figaro
  - Le Rire
  - Punch und (siehe Persönliches)
  - Le Bordelais

- Buchillustrationen[1]

- - Swift
  - Kästner
  - Queneau

## Filme
- Conte médiocre,[2]
- Les oiseaux sont des cons,[3]

## Preise
- Prix Carrizey[1]
- Coupe Internationale du Meilleur Dessinateur[1]

## Ausstellungen
- Japan[1]
- USA[1]
- Paris[1]
- Deutschland[4]

## Persönliches
Chavals politische Haltung ist in Frankreich umstritten.